# Microsoft Dynamics NAV
Microsoft Dynamics NAV je Microsoft-ova aplikacija za planiranje resursa preduzeća (ERP). Proizvod je deo Microsoft Dynamics porodice i namenjen je za pomoć u finansijama, proizvodnji, upravljanju odnosima sa kupcima, lancima snabdevanja, analitikama i e-trgovini za mala i velika preduzeća i lokalne filijale velikih međunarodnih kompanija. Za modifikaciju sistema koristi se vlasnički programski jezik C/AL.

## Istorija
potiče iz -a, skupa računovodstvenih aplikacija koje je  kupio 2002. godine.
Navision je nastao na PC&C A / S (Personal Computing and Consulting), kompaniji osnovanoj u Danskoj 1984. godine. 1987. godine usledila je prva verzija Navision-a, [1] klijent / server zasnovana računovodstvena aplikacija koja je omogućila višestrukim korisnicima da istovremeno pristupaju sistemu. Uspeh proizvoda podstakao je kompaniju da se 1995. godine preimenuje u Navision Softvare A / S.
Navision proizvod se prvenstveno prodaje u Danskoj do 1990. Od Navision verzije 3 proizvod je distribuiran u drugim evropskim zemljama, uključujući Nemačku i Veliku Britaniju.
Godine 1995. izdata je prva verzija Navision-a zasnovana na Microsoft Windows 95.
Godine 2000. Navision Softvare A/S se spojio sa kolegom, danskom firmom Damgaard A/S (osnovan 1983), da bi formirao NavisionDamgard A/S. Microsoft Dynamics potiče iz -a, skupa računovodstvenih aplikacija koje je  kupio 2002. godine.
Microsoft je kupio 11.jula 2002. godine Navision A/S, da bi prešao sa prethodnom akvizicijom(eng. acquisition)Great Plains. Navision je postao novi odsek u kompaniji Microsoft, nazvan Microsoft Business Solutions, koji se takođe bavio Microsoft CRM-om.
U 2003. godini Microsoft je objavio planove za razvoj potpuno novog ERP sistema (Project Green). Kasnije je odlučio da nastavi sa razvojem svih ERP sistema. Microsoft je pokrenuo sva četiri ERP sistema sa istim novimkorisničkim interfejsom zasnovanim na ulogama, SQL izveštavanju i analizi, SharePoint-u, Pocket PC baziranim mobilnim klijentima i inteligenciji sa Microsoft Office-om.
U septembru 2005. godine Microsoft je ponovo brendirao proizvod i objavio ga kao Microsoft Dynamics NAV..
U decembru 2008. godine  je izdao Dynamics NAV 2009, koji sadrži i originalni "klasični" klijent, kao i novi troslojni GUI koji se zove Role Tailored Client (RTC).
U oktobru 2013. godine, Microsoft je izdao Dynamics NAV 2013 koji je bio dostupan samo sa RTC i uveo je podršku za 64-bitne operativne sisteme Microsoft Windows, kao i redizajn skladištenja dimenzija, interoperabilnost sa SharePoint-om i web klijent.
U oktobru 2014. godine  je izdao Dynamics NAV 2015. Poboljšanja ove verzije imaju tablet klijent, izveštavanje dokumenata pomoću programa Microsoft Word, integracija sa bankama i još mnogo toga.
U oktobru 2015. godine Microsoft je objavio NAV 2016, poboljšanja u integraciji, izveštavanje i e-poštu, računovodstvu za odlaganje i funkciji pregleda objavljivanja.
Microsoft nastavlja da ulaže u Dinamics NAV i sada je na godišnjem ciklusu.
Sam proizvod je tokom vremena prošao kroz nekoliko promena imena. U početku je "Navigator" korišćen u Danskoj, iako je većina danskih korisnika to znala kao "IBM-Navigator", kako je IBM distribuirao softver. Međunarodno je prodat kao "Navision", osim u SAD-u, gde se zvao "Avista". Nazivi "Navision Financials", "Navision Solutions", "Navision Attain", "Microsoft Business Solutions - Navision Edition" i - od 2014. - "Microsoft Dynamics NAV" (izgovara se [næv] ili, suprotno standardnim pravilima čitanja skraćene reči, [en ei 'vi:], osim u SAD gde većina [kvantifikuje] kupaca jednostavno kaže "nav" - skraćeno od "Navision") svi su korišćeni da označe ovaj proizvod.

### Verzije
verzije od 1.00 pa nadalje:
- 1.00
- 2.00
- 2.50
- 2.60
- 2.65
- 3.00
- 3.01
- 3.10
- 3.60
- 3.70
- 4.00
- 5.00
- 2009
- 2013
- 2015
- 2016
- 2017
- 2018
- 2019

Naknadne verzije su ponovo označene kao Microsoft Dynamics 365 Business Central.

## Karakteristike
Pre NAV 2013, Microsoft Dynamics NAV je dao administratorima mogućnost da koriste ili izvorni server baze podataka ili Microsoft SQL server kao DBMS. SQL server je sada ekskluzivna opcija baze podataka za NAV. Ukidanje stare Native database je ustupilo mesto dugo očekivanim poboljšanjima u smanjenju/eliminisanju zaključavanja baze podataka, što se može dogoditi kada stotine ili hiljade korisnika koriste iste podatke.
Izveštavanje o dokumentima u NAV 2013 je zasnovano na RDLC 2008 formatu (RDLC 2010 u NAV 2013 R2). Izveštaji se delimično uređuju u NAV razvojnom okruženju i Visual Studio-u. NAV 2013 R2 sadrži besplatan editor za izveštaje. Svi izveštaji će se prikazivati u bilo kojem od prethodnih prikaza zaslona, u formatima PDF, Word ili Excel, ovisno o potrebama korisnika.
NAV 2013 takođe podržava OData format. Pomoću OData podrške u NAV 2013,  pivotiranje sada se može obaviti bez znanja SQL specifičnosti, ograničeno samo na ona polja koja su dostupna za RTC prikaze.
Pokretanje NAV-a na SQL-u omogućilo je da se koristi MS Excel PowerPivot za pristup svim podacima u NAV-u preko SQL prijave. Ali sa podrškom za OData u NAV 2013,  pivotiranje se sada može obaviti bez poznavanja specifičnosti SQL-a, čime se daje 100% pristup filtriranju svih podataka u NAV-u, bez ograničenja. (Verzije 2009  i kasnije dozvoljavaju da se podrazumevano ograničenje od 5,000 zapisa promeni uređivanjem konfiguracionog fajla.)
Sa NAV 2009 Microsoft je predstavio potpuno novi klijentski interfejs, nazvan Role Tailored Client (RTC). RTC omogućava prilagođavanje iskustva NAV-a od strane pojedinačnih korisnika, na osnovu njihovih radnih obaveza, kroz palete alatki menija, pod nazivom Profili i početne stranice nazvane Uloge. Pojedinačni korisnici mogu prilagoditi svoju traku sa alatima i navigacijsko okno ili administratori mogu prilagoditi izglede za sve korisnike u datom profilu. Mogu da onemoguće individualnu prilagodbu za korisnike u tom profilu. Neki nivoi prilagođavanja dostupni su samo preko NAV razvojnog okruženja.
NAV klijentski interfejs koji je ranije bio dostupan u verzijama 5 i starije zadržan je u NAV-u 2009, ali je preimenovan u Classic Client, čime je NAV 2009 postao jedina "hibridna" verzija, nudeći i Classic i RTC interfejs.
Dok klasični klijent podržava i Native i SQL baze podataka, RoleTailored klijent zahteva SQL bazu podataka. Osim toga, SQL baze podataka nisu podržane sa RoleTailored klijentom.
U oktobru 2012, Microsoft je izdao NAV 2013, koji je ukinuo podršku za Classic Client. RoleTailored klijent je preimenovan u Windows klijent. Pored toga, dodani su ugrađeni Web klijent i SharePoint klijent. Web klijent ne zahteva nikakve posebne dodatke i radi na računarima i mobilnim uređajima. Izrada izveštaja i pristup bazi podataka koji su prethodno bili dostupni u Classic Client-u, još uvek su dostupni, i koriste se kao razvojni alat za modifikaciju sistema od strane korisnika i od strane prodavca (konsultanta).
U odnosu na ostale 3 ERP proizvode kompanije Microsoft, sektor Dynamics NAV je namenjen malim distributivnim i proizvodnim kompanijama koje žele više od "van okvira" funkcionalnosti. Veoma je malo instalacija napravljeno "van okvira", jer su svi prodajni proizvodi preko Microsoft-ovih preprodavaca koji svoj celokupan posao zasnivaju na tome koliko konsultantskih sati mogu primeniti na bilo koju instalaciju. Rešenje ima standardni skup značajki, ali se može smatrati i "skupom za izgradnju ERP sistema", ako na kraju instalacije želite završiti sa svakim dijelom za montažu koji je bio u kutiji koja je još uvijek pričvršćena za vašu instalaciju sistema. Bolja analogija bi bila da se NAV program smatra 4'x 8'listom pegboarda, sa 4.600 ravnomerno raspoređenih rupa. Koristi se za pokrivanje kutija različitih veličina, veličine od kutije za cipele, preko kutije za pizzu, kutije za nokautiranje, do frižidera. Bez obzira na veličinu kutije u kojoj se nalazi kompanija, 4'x 8'list papira ostaje isti. Tada postaje posao prodavca da se poveže, bez obzira na to koje su peghole potrebne određenoj kompaniji pod interfejsom. Možda im nisu potrebne sve rupe; nekim kutijama kompanije treba manje od 1.000 veza, ali sve rupe ostaju vidljive krajnjem korisniku nakon završetka instalacije. Jezik razvoja sličan Pascal-u lako je dostupan odgovarajućim programerima i dizajniran je za brzo prilagođavanje softvera.
U prvom kvartalu 2014. godine NAV je dostigao 102.000 sadašnjih kupaca. Povećanje od 8.000 za manje od godinu dana.
Kao domaći međunarodni ERP, Microsoft Dinamics NAV je dostupan sa 43 zvanične lokalizacije i nekoliko nezvaničnih (koje obezbeđuju lokalni partneri).
Rešenje NAV je takođe u skladu sa IAS / IFRS.
Osnovni paket (Starter Pack) sadrži tri istovremena korisnika sa potpunim pravom pristupa (Full Concurent Users) i obuhvata sledeće funkcionalnosti:
- Upravljanje finansijama
- Prodaja
- Nabavka
- Upravljanje zalihama
- Upravljanje projektima
- Ljudski resursi
- Upravljanje odnosima sa kupcima

Razlozi za izbor ovog programskog rešenja su:
- Kompletno poslovno rešenje
- Brzo se implementira
- Lako se konfiguriše
- Moguće ga je prilagoditi specifičnim potrebama korisnika

Verzija iz 2016. donela je poboljšanja u vidu:
- Podrška za Microsoft servis za poslovnu analitiku u oblaku
- Integracija sa M.D.CRM-om
- Sistem za upravljanje ulaznim dokumentima
- Podrška za kreiranje sopstvenih procesa rada (workflows)

M.D.CRM je rešenje za upravljanje odnosima sa klijentima koje podržava: marketing, prodaju i služi kao korisnička podrška

## Arhitektura
se sastoji od tri glavne komponente:
- Server- baza podataka koja skladišti Dynamics NAV podatke(od NAV 2013 samo za Microsoft SQL server)
- Aplikacioni server (Počevši od NAV 2009 RTC)- Server koji kontroliše sve aspekte rada Microsoft Dynamics NAV-a
- (s)- Stvarni korisnički interfejs u Microsoft Dynamics NAV-u. NAV 2013 obuhvata tri klijenta:

- 2015 je dodatno uveo
- 2016 je predstavio ,

## Način licenciranja
koristi samo istovremeni model licenciranja korisnika.
Godine 2006, Microsoft je predstavio model "Business Ready License" (BRL). Kupac kupuje korisničke sesije, koje imaju pristup određenim delovima sistema. Postoje dva tipa korisnika:  i Advanced Management (AM). AM je više funkcionalniji od BE. Prethodni model licenciranja, koji je bio zasnovan na modulima, korisnici su kupovali odvojene sesije. Microsoft nudi klijentima mogućnost prelaska sa licenciranja MBL na BRL.
Dolaskom kompanije NAV 2013 Microsoft je uveo novi model licenciranja pod nazivom "Perpetual Licesing" koji znatno pojednostavljuje strukturu cena. Sa Perpetual Licesing korisnici licenciraju Solution funkcionalnosti i pristup toj funkcionalnosti je osiguran od strane korisnika licence. Korisnici licence su dva tipa: puni korisnik ili veoma ograničen korisnik. Potpuni korisnik ima pristup čitavom sistemu, gde kao ograničen korisnik ima samo pristup za čitanje sistema, osim pristupnih tabela za pristup pisanju, kao što su Time sheets, Warehouse Pick and Commenting plus bilo koje tri dodatne tabele po izboru. Ograničeni korisnik je "konkurentan" i sa 2013 je zasnovan na poverenju, a od verzije 2013r2 je ograničeno licenciranje korisnika.

## dodaci
Pored osnovnog proizvoda, dodaci se prodaju od strane ISV-a. Pošto se osnovni program mora fokusirati na generičke verzije poslovnih slučajeva, softverski proizvodi koji dopunjavaju / modifikuju NAV funkcionalnost su potrebni, prodaju se i distribuiraju kao NAV dodaci, kako bi se poboljšala funkcionalnost NAV sistema ili kako bi se ona primenila u nekim poslovnim sferama.
Postoje vertikalna i horizontalna dodatna rešenja. Horizontalna dodatna rešenja dopunjavaju jednu od NAV funkcija ili dodaju novu funkciju (npr. Upravljanje finansijama, upravljanje ljudskim resursima, itd.). Vertikalni (ili industrijski orijentisani) dodaci proširuju NAV funkcionalnost kako bi podržali neku industriju (npr. Zdravstvena zaštita, pivara, finansijske usluge, itd.) Većina dodatnih rešenja su višejezična sa većinom engleskog.
Uslužni programi su drugi oblik dodatka za Microsoft Dinamics NAV koji pojednostavljuju poslove u kojima su prodavači. Uslužni programi su mali softverski moduli koje koriste programeri Microsoft Dinamics NAV i administratori baza podataka, kako bi njihovi poslovi bili praktičniji i efikasniji. Takođe, čini proces razvoja i implementacije programa bržim i nižim troškovima za preprodavce.

### ()
Sa NAV-om 2013, proizvodnja i održavanje Add-on rešenja za NAV postali su skuplji, jer je nabavka ekskluzivnog NAV opsega brojeva objekata skupa, osim ako se rešenje ne sertifikuje. Rešenja će morati da budu sertifikovana sa svakim ne-malim izdanjem NAV-a, što se dešava jednom godišnje od NAV-a 2013 i dalje.
NAV CfMD je iscrpna provera kvaliteta celokupnog softverskog rešenja. Ovo pomaže da se obezbedi kvalitet NAV dodataka.

## Spoljašnje veze
- Zvanični veb-sajt